# Diana in Kalisto
Diana in Kalisto je slika, ki jo je med letoma 1556 in 1559 dokončal italijanski poznorenesančni umetnik Tizian. Prikazuje trenutek, ko boginja Diana odkrije, da je njena služkinja Kalisto zanosila z Jupitrom. Sliko sta marca 2012 za 45 milijonov funtov skupaj kupili Narodna galerija in Škotska nacionalna galerija. Skupaj s spremljevalno sliko Diana in Acteon je prikazana izmenično med Londonom in Edinburghom. Obstaja kasnejša različica Tiziana in njegove delavnice v Umetnostnozgodovinskem muzeju na Dunaju.

## Zgodovina
Diana in Kalisto sta del serije sedmih znanih platen, poezij, ki prikazujejo mitološke prizore iz Ovidovih Metamorfoz, naslikanih za Filipa II., potem ko je cesar Svetega rimskega cesarja Maksimilijan II. zavrnil Tizianovo ponudbo, da jih naslika zanj. Delo je ostalo v španski kraljevi zbirki do leta 1704, ko jo je kralj Filip V. dal francoskemu veleposlaniku. nečak Ludvika XIV. in francoski regent v času mladoletnosti Ludvika XV., za svojo zbirko, eno najboljših, ki je bila kdaj zbrana. Po francoski revoluciji je Orleanski vojvoda Ludvik Filip II. leta 1791, dve leti preden je bil giljotiniran, prodal zbirko bruseljskemu trgovcu iz Orleansa.
Leta 1793 so jo poslali v London za prodajo, kupil pa jo je sindikat treh aristokratov, katerega vodja, kanalski in premogovniški magnat Francis Egerton, 3. vojvoda Bridgewaterski, je zase kupil veliko število slik, vključno z Diano in Kalisto in Diana in Acteon (iz iste mitološke serije sedmih slik), osem Poussinovih slik, tri Rafaelove in Rembrandtov "Avtoportret, star 51 let".

## Zbirka Sutherland
Bridgewaterja je za nakup slik verjetno navdušil njegov nečak earl Gower, prednik vojvod Sutherlandskih. Seveda je ob Bridgewaterjevi smrti pet let po nakupu Tiziane in preostalo zbirko zapustil Gowerju, ki jih je postavil na ogled javnosti v svoji londonski hiši – od takrat so na ogled javnosti. William Hazlitt je ob prvem ogledu tamkajšnje zbirke zapisal: »Bil sem osupel, ko sem videl dela ... Prišel je nov občutek, pred menoj sta stala nova nebesa in nova Zemlja«. Ob izbruhu druge svetovne vojne septembra 1939 so zbirko preselili iz Londona na Škotsko. Med letoma 1945 in 2009 sta bili Diana in Acteon ter Diana in Kalisto (z drugimi slikami iz zbirke, znane pod skupnim imenom »posojilo Bridgewater« ali »posojilo Sutherland«) dolgoročno na ogled v Narodni galeriji Škotske, v Edinburghu. Tako kot Hazlitt sta v času, ko sta bila na ogled javnosti, navdihnila umetnike, kot sta J. M. W. Turner in Lucian Freud — Freud ju je opisal kot »preprosto najlepši sliki na svetu«.

## Narodna pridobitev
Zbirka Sutherland je po rodu prešla na Francisa Egertona, 7. vojvodo Sutherlandskega, čigar bogastvo je večinoma v zbirki slik, ki pa je konec avgusta 2008 objavil, da želi prodati del zbirke, da bi diverzificiral svoje premoženje. Sprva ju je kot par ponudil britanskim nacionalnim galerijam za 100 milijonov funtov (tretjina njihove skupne ocenjene tržne cene), če do konca leta 2008 dokažejo, da lahko zberejo to vsoto - če ne, par ali druge slike iz zbirke Bridgewater bodo leta 2009 dali na javno dražbo. NGS in Narodna galerija v Londonu sta napovedali, da bosta združili moči, da bi zbrali 50 milijonov funtov (ali dokaz, da je ta denar mogoče zbrati) za nakup Diane in Acteona, plačanih več kot tri leta v obrokih in nato 50 milijonov funtov za Diano in Kalisto, ki naj bi se podobno plačevala od leta 2013.
Čeprav sta kampanjo kritizirala John Tusa in Nigel Carrington zaradi vojvodovih motivov in odvračanja pozornosti od financiranja študentov umetnosti, je dobila podporo medijev v Združenem kraljestvu. 14. oktobra 2008 je poziv prejel 1 milijon funtov od sklada za umetnost in 19. novembra je temu sledilo 10 milijonov funtov od sklada za spomin na nacionalno dediščino.
Špekulacije so se začele, ko je prvotni rok 31. december 2008 minil brez novic in je napoved škotske vlade o prispevku v višini 17,5 milijona funtov januarja 2009 sprožila politični spor, pri čemer je Ian Davidson dvomil o dogovoru v času gospodarskih težav. Prišlo je tudi do polemike glede poskusov oslabitve jamstva, da vojvoda ne bo prodal nobene druge slike iz posojila Sutherland, če bi bila Tiziana kupljena. Končno je bilo 2. februarja 2009 objavljeno, da je bilo zaradi podaljšanja roka za zbiranje več sredstev in dokončanje načrta plačil za Diano in Kalisto zbranih 50 milijonov funtov in slika bo kupljena. Nicholas Penny, direktor Narodne galerije, je izjavil, da so mnogi, ki so prispevali k pozivu za Diano in Acteona, to storili "ob razumevanju", da bo tudi Diana in Kalisto odkupljena, vendar zbrati drugih 50 milijonov funtov »ne bo enostavno. Verjamemo, da zmoremo, in o tem smo veliko razmišljali. To ni samo nepremišljeno hazardiranje.«
Vendar je 23. oktobra 2011 škotska vlada objavila, da ne bo prispevala k pozivu Diane in Kalisto, pri čemer se je sklicevala na svoj prispevek k pozivu Diane in Acteona z navedbo, da je »ta vlada prispevala k kampanji«. Po dolgotrajni akciji zbiranja sredstev so Narodna galerija in Nacionalne galerije Škotske marca 2012 kupile sliko za 45 milijonov funtov, pri čemer je vojvoda Sutherlandski izklicno ceno znižal za 5 milijonov funtov – 15 milijonov funtov so zbrali posamezniki in skrbniške donacije, 2 milijona funtov iz sklada Art Fund in 3 milijone funtov iz sklada Heritage Lottery Fund. Preostalih 25 milijonov funtov je prišlo iz rezerv Narodne galerije, zaradi česar so (po besedah njenega direktorja) "izčrpane".
Slika je prikazana z Diano in Acteonom po menjavi v Londonu in Edinburghu, začenši z Londonom od 1. marca 2012 – za Diano in Kalisto bo to v razmerju 60:40 v korist Londona, da odraža večji denarni prispevek pri nakupu Narodne galerije.

## Materiali za slikanje
Tizian je uporabil izjemno široko paleto, sestavljeno iz skoraj vseh pigmentov renesančnega obdobja, kot so naravni ultramarin, cinober rdeča, malahit, verdigris, oker, svinčeno-kositrno rumeno, smalt in karmin.